# Miguel de Sínada

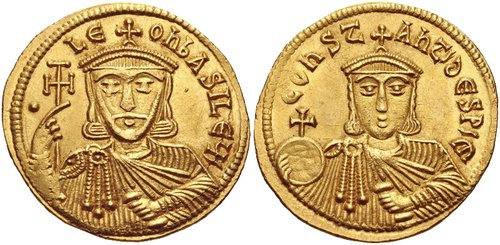
Soldo de r.

Miguel de Sínada ou Miguel, o Confessor (m. 818/23 de maio de 826) foi um bispo de Sínada de 784. Representou o Império Bizantino em missões diplomáticas com Harune Arraxide (r. 786–809) e Carlos Magno (r. 774–814). Foi exilado pelo imperador Leão V, o Armênio (r. 813–820) por sua oposição à iconoclastia. Honrado pelas Igrejas Ortodoxa e Católica Romana, sua celebração ocorre em 23 de maio.

## Biografia
Miguel foi muito influenciado pelo patriarca Tarásio de Constantinopla, que enviou-o para um mosteiro na costa do mar Negro; associado de São Teofilacto da Nicomédia, certa vez durante a colheita, em uma época de seca, eles causaram chuvas por meio de suas orações. Mais tarde, em 784, o patriarca Tarásio consagrou Miguel bispo da cidade de Sínada. Ele esteve presente no Sétimo Concílio Ecumênico de Niceia em 787. A pedido do imperador, visitou o califa Harune Arraxide para conduzir negociações de paz. Ele também realizou missões diplomáticas pelo império para a corte de Carlos Magno.
No reinado de Leão V, o Armênio (r. 813–820), Miguel entrou em choque com a política iconoclasta do imperador, e acabou exilado, vindo a falecer em 818 ou 23 de maior de 826. É atualmente celebrado como santo pelas Igrejas Ortodoxa e Católica Romana, sendo ele considerado o protetor das colheitas contra as pestes. São Miguel é representado com São Atanásio no Ícone da Mãe de Deus "Economissa".